# 와이프로거
와이프로거(Wifelogger)는 와이프(wife)와 블로거(blogger)의 합성어로, LG경제연구소 보고서에서 처음 사용되었다. 단어 자체로는 소소한 일상과 살림 노하우를 생산, 공유하는 주부 블로거를 뜻한다.정보를 검색하고 이용하기만 했던 기존의 주부 블로거 개념과 달리 생활 소비재나 전자제품, 실내 장식, 요리 레시피, 육아 정보, 셀프 인테리어등 가사와 관련된 정보를 직접 생산, 제공하며 특히 수익을 창출한다는 점을 특징으로 한다.
일종의 주부들 사이의 '파워블로거'라고 할 수 있는데, 기본적으로 '와이프로거'들은 주부들이기 때문에 합리적인 소비를 지향하며 경제적인 살림 노하우를 가지고 있다. 즉, 가격대비 성능이 좋은 제품을 자발적으로 탐색하여 구입하고 직접 사용한 경험담을 올리기 때문에 훨씬 믿음직스럽고, 구독자들은 이러한 점을 신뢰하는 것이다.
육아와 가사활동에 전념해야하는 많은 30대 기혼유자녀 전업주부 여성들이 자신들의 목소리와 감정을 표출할 공간으로서 블로그를 찾았다고 볼 수 있는데, 학술적으로는 이들을 두 유형으로 나눌 수 있다. 첫 번째 유형은 자녀가 이미 어느정도 성장한 상태에서 요리나 집안 인테리어에 관한 내용을 올리는 경우고, 다른 유형은 1990년대 후반, 2000년대 초반까지 다음이나 프리챌과 같은 포털 사이트를 중심으로 온라인 카페 활동을 통해 집단적으로 육아 정보 공유와 결혼 및 육아 생활에서 오는 감정 토로와 고민 상담을 해온 계층이 블로그로 옮겨와 개인들의 글을 직접 올리는 경우다.
와이프로거들이 초기에 블로그에 올린 글들의 트렌드는 DIY(Do-it-yourself) 정신으로 정리될 수 있다. 이들은 경제성, 신뢰성, 개인적인 만족감의 세 가지 이유로 이러한 모토를 충실히 이행해나간다. 예시로는 홈 베이킹, 파스타나 동남아 요리 같이 특별한 음식 요리, 핫도그나 호떡 같은 길거리 간식 만들기, 인테리어 소품제작, 직접 공구를 들고 집수리를 하는 셀프 인테리어 등을 들 수 있다.
파워블로거들의 신빙성 문제가 불거지게 되면서 30대 기혼 유자녀 와이프로거들에 대해서는 부정적인 인식이 존재하기도 하지만 많은 와이프로거들은 블로그 방문자 수나 포스팅 글의 수에 상관없이 현재 우리 사회가 여성에게 부과하고 있는 아내이자 어머니로서의 정체성에 대한 고민과 감정을 토로한 글들을 업로드하고 이에 대해 동조의 댓글과 답글들을 공유한다. 이들의 이러한 왕성한 블로그 활동의 배경으로는, 단기간에 급격한 경제 성장이 이루어지면서 사회 인프라가 구축되었지만 여성 경제 참여율은 그만큼 빠른 속도로 따라가지 못했고, 이에 해소되지 못했던 여성들의 사회 참여 욕구가, 매우 잘 갖춰진 인터넷 환경을 만나면서 블로그라는 통로를 찾게 되었다고 볼 수 있다. 